# 姆林 (桑博爾區)
49°28′32″N 23°8′48″E / 49.47556°N 23.14667°E
姆林（烏克蘭語：Млин），是烏克蘭西部的村莊，隸屬利維夫州的桑比爾區。該村面積0.03平方公里，海拔高度306米，2021年人口7，人口密度每平方公里333.33人。